# Nicolás Anibal Castro
Nicolás Anibal Castro (n. Azul, 12 de enero de 1989) es un futbolista argentino. Se desempeña como mediocampista y su último equipo fue Ferro Carril Oeste de General Pico (La Pampa).

## Trayectoria
Nicolás comenzó jugando en las inferiores de Gimnasia y Esgrima de La Plata. En el año 2010 recaló en River Plate, donde fue convocando en reiteradas ocasiones por Leonardo Astrada, aunque no pudo disputar ningún encuentro de manera oficial.
Al no tener lugar en el primer equipo, River Plate decide cederlo durante el año 2010 a Defensores de Belgrano, y realiza la misma acción al año siguiente, pero hacia un nuevo destino: El fútbol de Bolivia. Allí se desempeñó durante el año 2011 en San José de Oruro de la Primera División de ese país, a través de un pedido expreso del director técnico, Marcelo Javier Zuleta. Nicolás llegó para reforzar al conjunto boliviano de cara a la Copa Sudamericana 2011 donde tenía que enfrentar a Nacional de Paraguay. En el partido de ida disputado en Bolivia que finalizó igualado en 0, Nicolás jugó de volante derecho, mientras que en el partido de vuelta acompañó a Joaquín Botero en la delantera. San José no pudo alcanzar el objetivo ya que ese partido iba a terminar 1 a 0 a favor del elenco local. Cuando se vence el préstamo, el jugador queda con el pase en su poder. 
Luego de pasar por diferentes clubes como Tiro Federal de Bahía Blanca, Unión Aconquija y Atenas de Río Cuarto, decide regresar a su ciudad natal y llevar a cabo su fútbol en Sportivo Piazza que disputa la Liga de Fútbol de Azul.

## Clubes
| Club                              | País      | Año             |
| --------------------------------- | --------- | --------------- |
| River Plate                       | Argentina | 2010            |
| Defensores de Belgrano (préstamo) | Argentina | 2010 - 2011     |
| San José de Oruro (préstamo)      | Bolivia   | 2011            |
| Tiro Federal (Bahía Blanca)       | Argentina | 2012 - 2013     |
| Unión Aconquija                   | Argentina | 2013 - 2014     |
| Atenas de Río Cuarto              | Argentina | 2014 - 2016     |
| Sportivo Piazza                   | Argentina | 2017 - Presente |